# Xã Germantown, Quận Wells, Bắc Dakota
Xã Germantown (tiếng Anh: Germantown Township) là một xã thuộc quận Wells, tiểu bang Bắc Dakota, Hoa Kỳ. Năm 2010, dân số của xã này là 29 người.